# Наумов, Анатолий Валентинович
Анато́лий Валенти́нович Нау́мов (род. 17 марта 1939, Баку) — советский и российский учёный-правовед, доктор юридических наук, профессор, специалист в сфере уголовного права, Заслуженный деятель науки Российской Федерации. Индекс Хирша — 33.

## Биография
- 1962 г. — окончил юридический факультет Казанского государственного университета;
- 1964—1967 гг. — учёба в очной аспирантуре Казанского государственного университета;
- 1968 г. — защита кандидатской диссертации на тему «Мотивы убийств (уголовно-правовое и криминологическое исследование)» (научный руководитель Б.С. Волков);
- 1975 г. — защита докторской диссертации на тему «Теоретические вопросы применения уголовно-правовых норм»;
- 1990—2003 гг. — работа в Институте государства и права Российской академии наук;
- В настоящее время является профессором кафедры уголовного права и криминологии Всероссийского государственного университета юстиции.

Профессор А. В. Наумов в качестве члена входит в Совет при Президенте Российской Федерации по совершенствованию правосудия и в Научно-консультативный совет при Верховном Суде Российской Федерации. Член исполнительного комитета Международного научно-консультативного совета ООН по предупреждению преступности и уголовной юстиции (г. Милан, Италия), член руководства Международного криминологического общества (Париж, Франция), член Союза писателей Москвы.

## Научная деятельность
Основные научные труды А.В. Наумова посвящены теоретическим основам уголовного права (проблемам правотворчества и правоприменения), а также вопросам уголовного права зарубежных стран и проблемам международного уголовного права. Всего профессором А. В. Наумовым опубликовано более 200 научных работ, в том числе 7 монографий и 7 учебников по уголовному праву.
Помимо уголовного права увлекается и активно занимается пушкинистикой.

## Основные работы
- Наумов А.В. Применение уголовно-правовых норм (по материалам следственной и прокурорско-судебной практики): учебное пособие. — Волгоград: Высшая следственная школа МВД СССР, 1973. — 175 с.;
- Флетчер Д., Наумов А.В. Основные концепции современного уголовного права. — М.: Юрист, 1998. — 512 с.;
- Лукашук И.И., Наумов А.В. Международное уголовное право: учебник для юридических факультетов и вузов. — М.: Спарк, 1999. — 287 с.;
- Наумов А. В. Российское уголовное право: курс лекций в 2-х томах. — М.: Юридическая литература, 2004 (Том 1. Общая часть. — 496 с.; Том 2. Особенная часть. — 832 с.);
- Наумов А. В. Российское уголовное право: курс лекций в 3-х томах. — М.: Волтерс Клувер, 2010 (Том 1. Общая часть. — 736 с.; Том 2. Особенная часть. — 504 с.; Том 3. Особенная часть. — 656 с.);
- Наумов А. В. Преступный сюжет в русской литературе. — М.: Проспект, 2021. — 640 с.;
- Наумов А. В. Уголовный кодекс Российской Федерации. Общая часть. Историко-филологический и доктринальный (научный) комментарий. — М.: Проспект, 2021. — 416 с.